# اتحاد الديمقراطيين للمواطنة والتنمية
اتحاد الديمقراطيين للمواطنة والتنمية (بالبرتغالية: União dos Democratas para Cidadania e Desenvolvimento‏) هو حزب سياسي سابق في ساو تومي وبرينسيب، تم تشكيله في يناير 2005. تم تشكيل الحزب من بين المنشقين عن العمل الديمقراطي المستقل. 
فشل الحزب في الفوز بأي مقاعد في الجمعية الوطنية بعد الانتخابات التي أجريت في 26 مارس 2006.
دعم الحزب باتريس تروفوادا في الانتخابات الرئاسية في 30 يوليو 2006. حصل على 38.82٪ من الأصوات، ليحتل المركز الثاني بفارق كبير عن شاغل المنصب فراديك دي مينيزيس، الذي حصل على 60.58٪ من الأصوات.

## الاندماج والتحالف
في أواخر تشرين الأول (أكتوبر) 2017، شكل الحزب والحركة الديمقراطية لقوة التغيير - الحزب الليبرالي اتحادا.  اندمج الحزبان رسميًا في أغسطس 2018. 
انتخب كارلوس نيفيس رئيسًا للاتحاد في المؤتمر التأسيسي في أغسطس 2018. 